# 澤爾諾格勒
46°51′N 40°18′E / 46.850°N 40.300°E
澤爾諾格勒（俄语：Зерногра́д），是俄羅斯羅斯托夫州南部的一個城市，距首府羅斯托夫東南71公里。2002年人口28,840人。
1915年建城，1951年設市。1960年改名。